# Rhomborista scutuligera
Rhomborista scutuligera là một loài bướm đêm trong họ Geometridae.